# Etiopia na Letnich Igrzyskach Olimpijskich 2012
Etiopia na Letnich Igrzyskach Olimpijskich 2012, które odbyły się w Londynie, była reprezentowana przez 35 zawodników.
Był to dwunasty start reprezentacji Etiopii na letnich igrzyskach olimpijskich.

## Zdobyte medale
| Medal  | Zawodnik          | Dyscyplina    | Konkurencja                   | Data        |
| ------ | ----------------- | ------------- | ----------------------------- | ----------- |
| Złoto  | Tirunesh Dibaba   | Lekkoatletyka | Bieg na 10 000 m              | 3 sierpnia  |
| Złoto  | Tiki Gelana       | Lekkoatletyka | Maraton                       | 5 sierpnia  |
| Złoto  | Meseret Defar     | Lekkoatletyka | Bieg na 5000 m                | 10 sierpnia |
| Srebro | Dejen Gebremeskel | Lekkoatletyka | Bieg na 5000 m                | 11 sierpnia |
| Brąz   | Tariku Bekele     | Lekkoatletyka | Bieg na 10 000 m              | 4 sierpnia  |
| Brąz   | Sofia Assefa      | Lekkoatletyka | Bieg na 3000 m z przeszkodami | 6 sierpnia  |
| Brąz   | Tirunesh Dibaba   | Lekkoatletyka | Bieg na 5000 m                | 10 sierpnia |

## Reprezentanci

### Lekkoatletyka

#### Mężczyźni
| Konkurencja                 | Zawodnik                      | Runda 1  | Runda 1 | Runda 2  | Runda 2 | Półfinał | Półfinał | Finał    | Finał   |
| Konkurencja                 | Zawodnik                      | Rezultat | Pozycja | Rezultat | Pozycja | Rezultat | Pozycja  | Rezultat | Pozycja |
| --------------------------- | ----------------------------- | -------- | ------- | -------- | ------- | -------- | -------- | -------- | ------- |
| Bereket Desta               | Bieg na 400 m                 | 47.40    | 41.     | —        | —       | NQ       | NQ       | NQ       | NQ      |
| Mohammed Aman               | Bieg na 800 m                 | 1:47.34  | 22.     | —        | —       | 1:44.34  | 1.       | 1:43.20  | 6.      |
| Mekonnen Gebremedhin        | Bieg na 1500 m                | 3:36.56  | 2.      | —        | —       | 3:42.90  | 16.      | 3:35.44  | 6.      |
| Aman Wote                   | Bieg na 1500 m                | 3:41.67  | 29.     | —        | —       | NQ       | NQ       | NQ       | NQ      |
| Dawit Wolde                 | Bieg na 1500 m                | 3:41.81  | 30.     | —        | —       | NQ       | NQ       | NQ       | NQ      |
| Yenew Alamirew              | Bieg na 5000 m                | 13:15.39 | 2.      | —        | —       | —        | —        | 13:49.68 | 12.     |
| Hagos Gebrhiwet             | Bieg na 5000 m                | 13:26.16 | 17.     | —        | —       | —        | —        | 13:49.59 | 11.     |
| Dejen Gebremeskel           | Bieg na 5000 m                | 13:15.15 | 1.      | —        | —       | —        | —        | 13:41.98 | srebro  |
| Kenenisa Bekele             | Bieg na 10 000 m              | —        | —       | —        | —       | —        | —        | 27:32.44 | 4.      |
| Tariku Bekele               | Bieg na 10 000 m              | —        | —       | —        | —       | —        | —        | 27:31.43 | brąz    |
| Gebre-egziabher Gebremariam | Bieg na 10 000 m              | —        | —       | —        | —       | —        | —        | 27:36.34 | 8.      |
| Roba Gari                   | Bieg na 3000 m z przeszkodami | 8:20.68  | 7.      | —        | —       | —        | —        | 8:20.00  | 4.      |
| Birhan Getahun              | Bieg na 3000 m z przeszkodami | DNS      | DNS     | —        | —       | —        | —        | NQ       | NQ      |
| Nahom Mesfin Tariku         | Bieg na 3000 m z przeszkodami | 8:18.16  | 5.      | —        | —       | —        | —        | 8:35.12  | 12.     |
| Ayele Abshero               | Maraton                       | —        | —       | —        | —       | —        | —        | DNF      | DNF     |
| Getu Feleke                 | Maraton                       | —        | —       | —        | —       | —        | —        | DNF      | DNF     |
| Dino Sefer                  | Maraton                       | —        | —       | —        | —       | —        | —        | DNF      | DNF     |

#### Kobiety
| Konkurencja      | Zawodnik                      | Runda 1  | Runda 1 | Runda 2  | Runda 2 | Półfinał | Półfinał | Finał    | Finał   |
| Konkurencja      | Zawodnik                      | Rezultat | Pozycja | Rezultat | Pozycja | Rezultat | Pozycja  | Rezultat | Pozycja |
| ---------------- | ----------------------------- | -------- | ------- | -------- | ------- | -------- | -------- | -------- | ------- |
| Fantu Magiso     | Bieg na 800 m                 | DNS      | DNS     | —        | —       | NQ       | NQ       | NQ       | NQ      |
| Abeba Arigawi    | Bieg na 1500 m                | 4:04.55  | 1.      | —        | —       | 4:01.03  | 1.       | 4:11.03  | 5.      |
| Meskerem Assefa  | Bieg na 1500 m                | 4:15.52  | 35.     | —        | —       | NQ       | NQ       | NQ       | NQ      |
| Genzebe Dibaba   | Bieg na 1500 m                | 4:11.15  | 20.     | —        | —       | NQ       | NQ       | NQ       | NQ      |
| Gelete Burka     | Bieg na 5000 m                | 15:01.44 | 4.      | —        | —       | —        | —        | 15:10.66 | 5.      |
| Meseret Defar    | Bieg na 5000 m                | 14:58.70 | 2.      | —        | —       | —        | —        | 15:04.25 | złoto   |
| Tirunesh Dibaba  | Bieg na 5000 m                | 14:58.48 | 1.      | —        | —       | —        | —        | 15:05.15 | brąz    |
| Tirunesh Dibaba  | Bieg na 10 000 m              | —        | —       | —        | —       | —        | —        | 30:20.75 | złoto   |
| Werknesh Kidane  | Bieg na 10 000 m              | —        | —       | —        | —       | —        | —        | 30:39.38 | 4.      |
| Beleynesh Oljira | Bieg na 10 000 m              | —        | —       | —        | —       | —        | —        | 30:45.56 | 5.      |
| Sofia Assefa     | Bieg na 3000 m z przeszkodami | 9:25.42  | 4.      | —        | —       | —        | —        | 9:09.84  | brąz    |
| Hiwot Ayalew     | Bieg na 3000 m z przeszkodami | 9:24.01  | 1.      | —        | —       | —        | —        | 9:12.98  | 5.      |
| Etenesh Diro     | Bieg na 3000 m z przeszkodami | 9:25.31  | 3.      | —        | —       | —        | —        | 9:19.89  | 6.      |
| Mare Dibaba      | Maraton                       | —        | —       | —        | —       | —        | —        | 2:24:48  | 23.     |
| Tiki Gelana      | Maraton                       | —        | —       | —        | —       | —        | —        | 2:23:07  | złoto   |
| Aselefech Mergia | Maraton                       | —        | —       | —        | —       | —        | —        | 2:32:03  | 42.     |

### Pływanie
Mężczyźni
| Zawodnik               | Konkurencja       | Eliminacje | Eliminacje | Półfinał | Półfinał | Finał | Finał   |
| Zawodnik               | Konkurencja       | Czas       | Miejsce    | Czas     | Miejsce  | Czas  | Miejsce |
| ---------------------- | ----------------- | ---------- | ---------- | -------- | -------- | ----- | ------- |
| Mulualem Girma Teshale | 50 m st. dowolnym | 28.99      | 57.        | NQ       | NQ       | NQ    | NQ      |

Kobiety
| Zawodnik     | Konkurencja       | Eliminacje | Eliminacje | Półfinał | Półfinał | Finał | Finał   |
| Zawodnik     | Konkurencja       | Czas       | Miejsce    | Czas     | Miejsce  | Czas  | Miejsce |
| ------------ | ----------------- | ---------- | ---------- | -------- | -------- | ----- | ------- |
| Yanet Seyoum | 50 m st. dowolnym | 32.41      | 64.        | NQ       | NQ       | NQ    | NQ      |